# 종암동
종암동(鍾岩洞)은 서울특별시 성북구에 속한 행정동 및 법정동이다.

## 유래
종암동의 동명은 고려대학교 뒷산에 북처럼 생긴 커다란 바위가 있는 마을이라 하여 이를 한자로 종암(鍾岩 또는 鼓岩)이라고 부른 데서 연유한다. 종암동은 종암로를 중심으로 하여 왼쪽(서쪽)은 종암1동이, 오른쪽(동쪽)은 종암2동이 되었다가 2007년 10월 12일 동 명칭 등에 관한 조례가 개정되어 2007년 12월 30일 종암동으로 통합되었다.

## 연혁
- 종암동은 1936년 4월 1일 경성부에 편입된 후 종암정회가 성치되었을 것으로 보이며
- 1946년 10월 1일 종암동으로 변경되었고
- 1947년 6월 종암동회가 설치되었고
- 1955년 4월 18일부터는 종암동사무소로 명칭하였으며
- 1970년 5월 18일 종암제1동과 종암제2동으로 분동[2]
- 2007년 12월 30일 종암동으로 합동[3]

## 교육
- 서울숭례초등학교
- 서울일신초등학교

- 서울대학교 사범대학 부설중학교
- 서울대학교 사범대학 부설고등학교
- 종암중학교
- 고려대학교

## 교통
- ● 서울 지하철 6호선 고려대역

## 아파트
| 단지명           | 건설사              | 시행사                           | 주소           | 입주        | 비고             |
| ---------------- | ------------------- | -------------------------------- | -------------- | ----------- | ---------------- |
| 종암1차 아이파크 | 현대산업개발        | 종암1구역 주택재개발정비사업조합 | 종암로21길 127 | 2004년 9월  | 종암1구역 재개발 |
| 종암2차 아이파크 | 현대산업개발        | 종암3구역 주택재개발정비사업조합 | 종암로9길 71   | 2005년 9월  | 종암3구역 재개발 |
| 래미안 크리시엘  | 삼성물산㈜ 건설부문 | 종암2구역 주택재개발정비사업조합 | 종암로25길 30  | 2004년 9월  | 종암2구역 재개발 |
| 래미안 세레니티  | 삼성물산㈜ 건설부문 | 종암4구역 주택재개발정비사업조합 | 종암로23길 35  | 2009년 10월 | 종암4구역 재개발 |
| 래미안 라센트    | 삼성물산㈜ 건설부문 | 종암5구역 주택재개발정비사업조합 |                |             |                  |